# Сыть амурская
Сыть амурская (лат. Cyperus amuricus) — однолетнее травянистое растение; вид рода Сыть (Cyperus) семейства Осоковые (Cyperaceae).

## Распространение и экология
Ареал вида включает Дальний Восток, Маньчжурию, Японию.
Растёт на галечниках, песчаных отмелях, в ивовых зарослях, на влажных песчаных берегах и в трещинах скал.

## Ботаническое описание
Стебли пучками, реже одиночные, трёхгранные, гладкие, 3—30 см высотой.
Листья линейные, тонкозаострённые, плоские, 2—10 см длиной, 0,5—2,5 мм шириной.
Соцветие зонтиковидное, сложное, с неравными лучами, по основании соцветия находятся 3—5 листьев. Колоски линейно-ланцетовидные, 0,5—10 мм длиной, острые, сидячие. Кроющие чешуи широкояйцевидные, буровато-красные. Тычинок три. Столбиков три.
Орешек яйцевидный, трёхгранный, буровато-красноватый, 1,2 мм длины.

## Таксономия
|  |                                      |  |                                                             |                                                             |                    |  | ещё 17 семейств (согласно Системе APG II) | ещё 17 семейств (согласно Системе APG II) |                   |  |  |  | около 600 видов |
|  |                                      |  |                                                             |                                                             |                    |  | ещё 17 семейств (согласно Системе APG II) | ещё 17 семейств (согласно Системе APG II) |                   |  |  |  | около 600 видов |
|  |                                      |  |                                                             | порядок Злакоцветные                                        |                    |  |                                           |                                           | род Сыть          |  |  |  |                 |
|  |                                      |  |                                                             | порядок Злакоцветные                                        |                    |  |                                           |                                           | род Сыть          |  |  |  |                 |
|  | отдел Цветковые, или Покрытосеменные |  |                                                             |                                                             | семейство Осоковые |  |                                           |                                           | вид Сыть амурская |  |  |  |                 |
|  | отдел Цветковые, или Покрытосеменные |  |                                                             |                                                             | семейство Осоковые |  |                                           |                                           |                   |  |  |  |                 |
|  |                                      |  | ещё 44 порядка цветковых растений (согласно Системе APG II) | ещё 44 порядка цветковых растений (согласно Системе APG II) |                    |  |                                           | ещё до 120 родов                          | ещё до 120 родов  |  |  |  |                 |
|  |                                      |  |                                                             | ещё 44 порядка цветковых растений (согласно Системе APG II) |                    |  |                                           |                                           | ещё до 120 родов  |  |  |  |                 |